# Конституция Вьетнама
Конституция Социалистической Республики Вьетнам (вьет. Hiến pháp nước Cộng hòa Xã hội chủ nghĩa Việt Nam) — основной закон Социалистической Республики Вьетнам.

## История
2 сентября 1945 года в результате победы Августовской революции, совершённой под руководством Коммунистической партии Вьетнама было провозглашено образование Демократической Республики Вьетнам.
9 ноября 1946 года вторая сессия Национального Собрания ДРВ приняла первую в истории Вьетнама Конституцию. Она провозглашала ведение борьбы за «сохранение целостности территории, достижение полной независимости и осуществление государственного переустройства на демократических началах». Конституция гарантировала всем гражданам свободу слова, печати, организаций и собраний, избрания места жительства, передвижения по стране, выезда за границу. Было закреплено обязательное и бесплатное начальное образование.
К концу 1959 года завершилась разработка проекта новой Конституции, проведенная с учётом результатов всенародного обсуждения Конституционной комиссией под председательством Президента Хо Ши Мина. Конституция была единогласно принята Национальным Собранием 31 декабря 1959 года и обнародована Президентом Республики 1 января 1960 года. Конституция определяла сущность ДРВ, как: «государство народной демократии, опирающееся на союз рабочих и крестьян под руководством рабочего класса», «которое идет постепенно от народно-демократического строя к социализму путём развития и преобразования народного хозяйства».
Весной 1975 года вьетнамская война закончилась победой Северного Вьетнама, под руководством Коммунистической партии. С государственным объединением страны встала задача выработки новой конституции. 2 июля 1976 года Национальное Собрание СРВ сформировало Конституционную комиссию для выработки проекта нового основного закона. Высший орган государственной власти принял постановление о том, что до утверждения новой Конституции Социалистическая Республика Вьетнам организуется и действует на основе Конституции ДРВ 1959 года. 18 декабря 1980 года Конституция СРВ была единогласно принята Национальным Собранием на 7-й сессии шестого созыва. Согласно Конституции, высшей целью вьетнамского социалистического государства является укрепление диктатуры пролетариата; развитие права трудового народа быть коллективным хозяином; осуществление революции в сфере производственных отношений, науки и техники, в области идеологии и культуры; осуществление социалистической индустриализации; воспитание социалистического человека; ликвидация эксплуатации, нищеты и отсталости; укрепление обороноспособности, строительство мирного, независимого, единого и социалистического вьетнамского Отечества; внесение активного вклада в борьбу народов за мир, национальную независимость, демократию и социализм.
Новая конституция была принята Национальным Собранием СРВ 15 апреля 1992 года. Она строится на основе марксизма-ленинизма и идей Хо Ши Мина, исполняет Программу построения социализма в переходный период и провозглашает введение во Вьетнаме экономики товарного производства на основе рыночного механизма и социалистической ориентации.

## Изменения
В 2013 году на очередной сессии Национального собрания за внесение поправок в конституцию проголосовали 97,59 процента депутатов (в 2002 году уже вносили поправки). Но, учитывая, что изменения коснулись 90 процентов статей и изменилась структура этого Закона, можно утверждать: граждане Вьетнама будут жить, руководствуясь новой конституцией. Но вместе с тем, сохраняется социалистическая направленность Конституции 1992 года и подтверждается неизменность политического курса правящей Коммунистической партии Вьетнама. В парламенте за них проголосовали 97,59 процента депутатов.
Как заявил член Политбюро ЦК КПВ, Председатель Национального собрания СРВ Нгуен Шинь Хунг в последний день работы парламента, «принятие парламентом поправок к Конституции 1992 года имеет историческое значение, открывая новый период строительства и защиты страны, международной интеграции. Данный документ является результатом работы депутатов парламента и избирателей всей страны, организаций и ведомств всех уровней».

## Структура конституции
Конституция состоит из 120 статей и 11 глав:
- Глава I. Политическая система
- Глава II. Права человека, основные права и обязанности граждан
- Глава III. Экономика, социальные вопросы, культура, образование, наука, техника и окружающая среда
- Глава IV. Защита Отечества
- Глава V. Национальное собрание
- Глава VI. Президент
- Глава VII. Правительство
- Глава VIII. Народные суды и народные прокуратуры
- Глава IX. Местная администрация
- Глава X. Национальная избирательная комиссия, государственное ревизионное управление
- Глава XI. Действие конституции и порядок её изменения